# 贺鹏 (扶贫工作者)
贺鹏，中华人民共和国政治人物、全国脱贫攻坚先进个人。

## 生平
2016年8月，按照中国共产党中央委员会组织部关于从中央国家机关选派干部担任驻村第一书记工作的部署，时任国家文物局党组巡视工作领导小组办公室巡视工作处处长的贺鹏被选派到河南省淮阳县，先后担任淮阳县城关回族镇北关行政村第一书记和淮阳县白楼镇大李行政村第一书记。通过党建带村建，北关村和大李村先后摘掉党建涣散村帽子。2017年，在国家文物局出资50万元援助基础上，贺鹏协调城关镇政府配套建设资金48万余元，对北关村村内道路进行水泥硬化，累计铺设路面5000余平方米，修缮道路面积占全村道路面积的75%以上，基本解决了村民出行难题。
因在脱贫攻坚战中作出突出贡献，2021年2月25日全国脱贫攻坚总结表彰大会上，贺鹏被授予“全国脱贫攻坚先进个人”。